# Clareville, New South Wales
Clareville este o suburbie în Sydney, Australia.